# جين ر. غودال
جين ر. غودال (بالإنجليزية: Jane R. Goodall)‏ (مايو 1951، يوركشاير في المملكة المتحدة)؛ روائية أسترالية.